# Islam en Ouganda

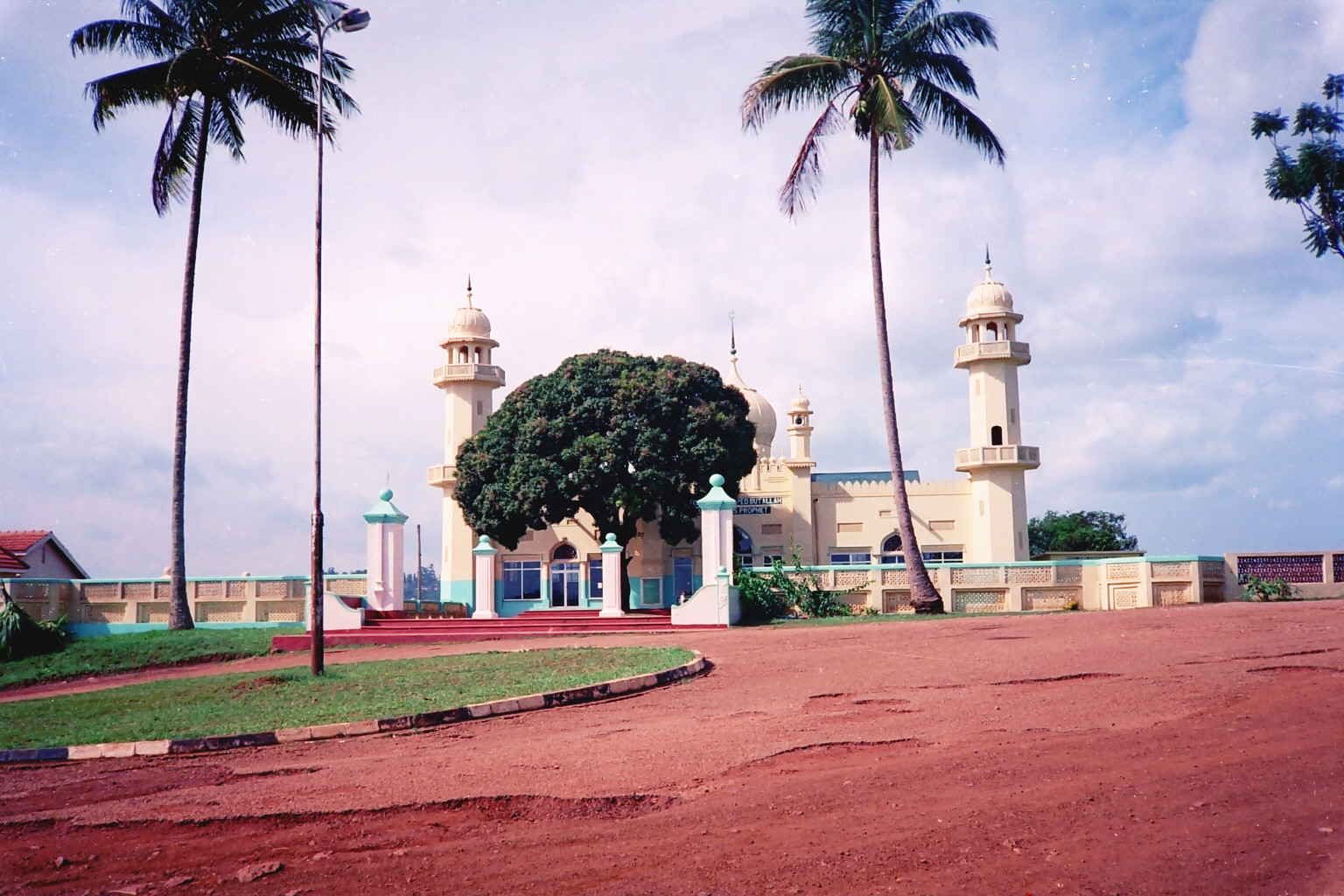
Une mosquée dans la capitale Kampala

La religion principale en Ouganda est le christianisme 84,5 % , en Ouganda, les musulmans constituent 12,1 % de la population. La grande majorité sont sunnites, mais il y a aussi une minorité chiite évaluée à 7 % et une minorité ahmadi évaluée à 4 %. L'Ouganda dispose d'une université islamique, située à Mbale, près du mont Elgon. L'Ouganda est un pays membre de l'Organisation de la coopération islamique.

## Histoire

### Début de l'islam en Ouganda
L'islam est arrivé en Ouganda par le Nord et la côte Est de l'Afrique au milieu du XIXe siècle . Certains musulmans de l'ethnie baganda situent la conversion à l'islam de leurs ancêtres à l'époque de Mutesa Ier, roi du Buganda, qui s'est converti à l'islam au cours de son règne. Entre 1888 et 1893, trois guerres de religion entre chrétiens et musulmans ensanglantèrent l'Ouganda. La Grande-Bretagne mit alors fin au conflit en coupant le protectorat ougandais de l'influence de l'Égypte. Comme de nombreuses colonies africaines, l'Ouganda rassemblait artificiellement des ethnies variées et les clivages religieux ou ethniques étaient incessants. Par la suite, le pays connut des tensions entre le Nord, protestant et musulman, et le Sud, catholique. Ces tensions étaient liées aussi à la promotion du luganda contre le swahili, langue associée à l'islam par les missionnaires chrétiens.

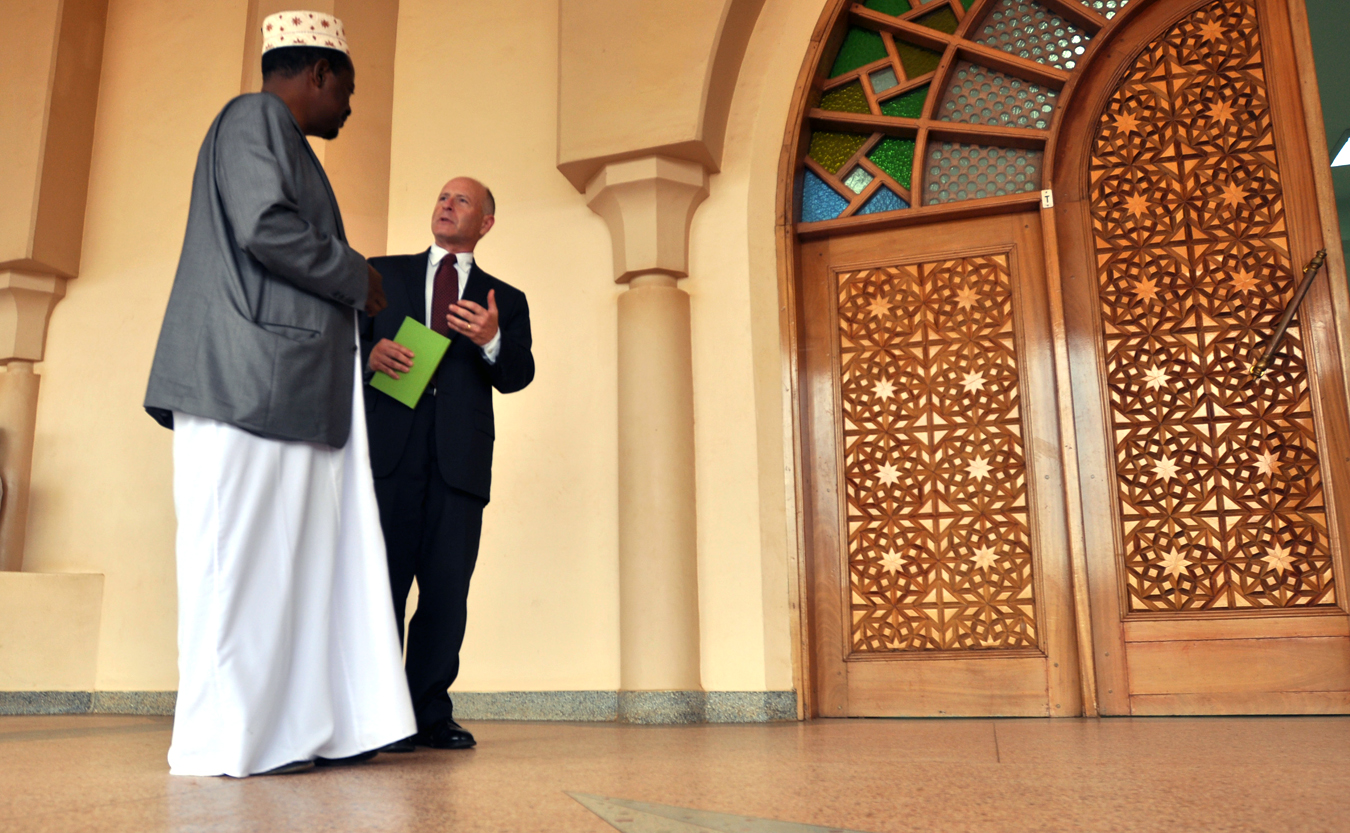
Dialogue entre un émissaire américain et un membre du conseil des musulmans d'Ouganda à la mosquée Khaddafi, à Kampala

### Après l'indépendance
Lorsqu'Idi Amin Dada instaura une dictature militaire en 1971, la communauté musulmane put se réjouir qu'un des siens dirige le pays. Mais l'expulsion de cent mille Indiens en 1972 réduisit significativement la population musulmane en Ouganda. Bien que musulman peu pratiquant, Idi Amin Dada favorisa la communauté musulmane pour obtenir davantage d'argent de la Libye et de l'Arabie saoudite. 
Après le renversement d'Idi Amin Dadi et son exil en Arabie saoudite en 1979, les Kakwa et des ethnies nubiennes qui avaient soutenu le dictateur subirent des représailles, et parmi eux des musulmans. Le président par intérim Yusuf Lole était un musulman Muganda. Il parvint à atténuer le ressentiment d'une partie de la population à l'encontre des musulmans, avant que Milton Obote, revenu au pouvoir, n'amène le pays à l'anarchie à cause des conflits ethniques.